# Josef Eduard Wackernell

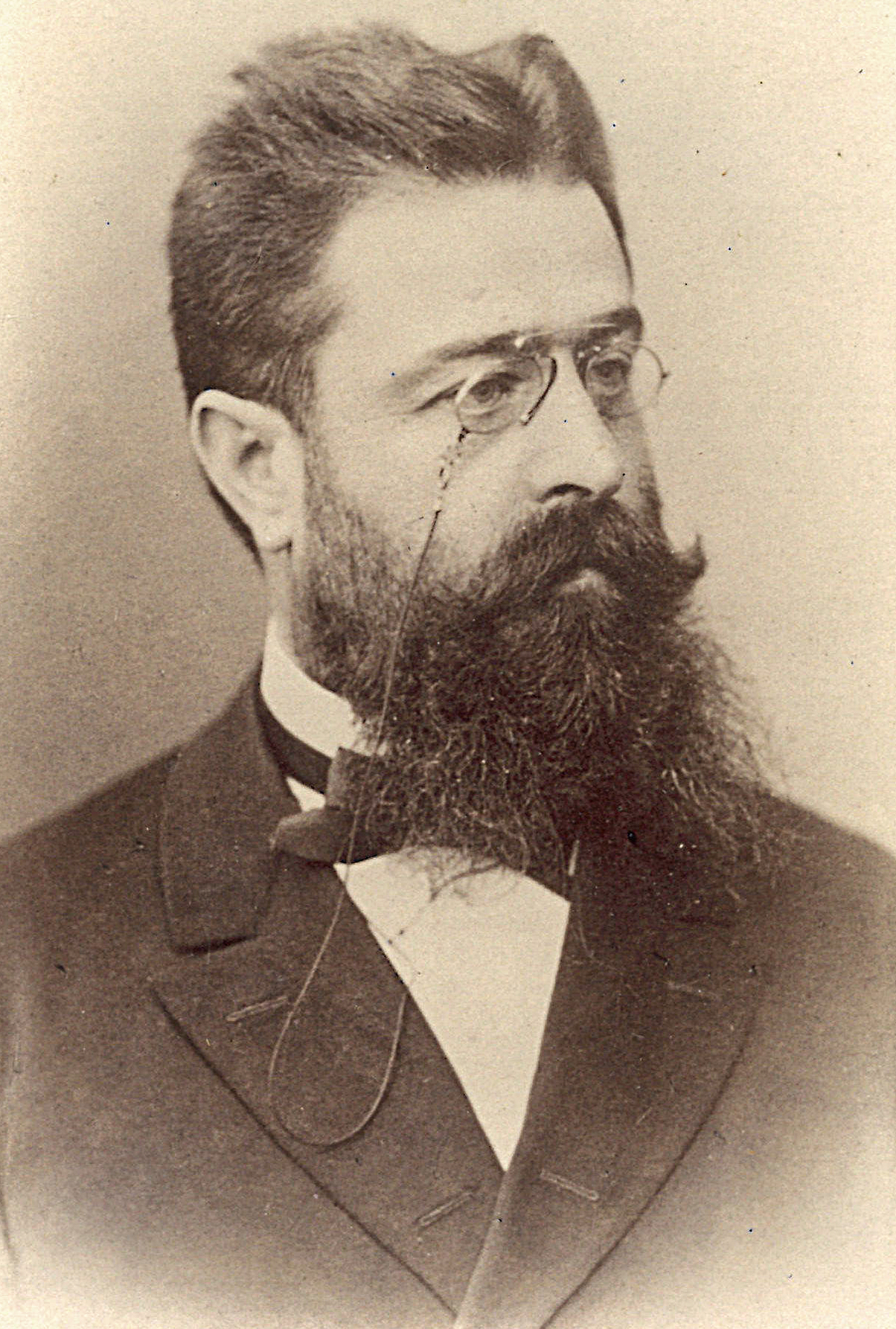
Josef Wackernell porträtiert zur vorletzten Jahrhundertwende für ein Fakultätsalbum der Universität Innsbruck

Josef Eduard Wackernell (* 22. November 1850 in Göflan in Südtirol, Italien; † 29. September 1920 in Innsbruck) war ein österreichischer Germanist.

## Leben
Josef Eduard Wackernell war der uneheliche Sohn des Steinmetzes und Bildhauers Josef Wackernell († 1861) und eines Bauernmädchens. Nach der Heirat seiner Eltern wurde er legitimiert. Seinen ersten Unterricht erhielt er in der Volksschule, arbeitete dann aber zunächst in der Werkstätte seines Vaters mit. Der Dekan Franz Leiter ermöglichte dem Knaben 1865 den Eintritt in das Gymnasium in Meran. 1872 wechselte er in das Franziskanergymnasium in Hall in Tirol, das er bis 1873 besuchte.
Im Herbst 1873 bezog Wackernell die Philosophische Fakultät der Universität Innsbruck, an der er Vorlesungen über Geschichte, Klassische Philologie und Germanistik hörte. In letztgenannter Disziplin war er Schüler des Professors Ignaz Vinzenz Zingerle, der ihm indessen nicht geneigt war. Für die Finanzierung seines Studiums erhielt er ein von Minister Karl von Stremayr eingeführtes staatliches Stipendium und arbeitete daneben als Hofmeister im Haus des Kaufmannes Obexer. Prägenden Einfluss auf ihn übte damals der Schriftsteller und Naturwissenschaftler Adolf Pichler aus, den er als seinen bedeutendsten Lehrer ansah. Gemeinsam mit seinem Studienfreund Alois Brandl gründete er 1875, als er noch Student war, den Innsbrucker Germanistenverein, dessen erster Präsident und Ehrenmitglied er wurde.
Nachdem Wackernell 1877 in Innsbruck den Doktor der Philosophie erlangt hatte, wechselte er im Sommer desselben Jahres an die Universität Wien. 1877 erschien auch seine erste Schrift Walther von der Vogelweide in Österreich, mit der er 1878 als erster Dissertant am Innsbrucker Seminar für Germanistik promoviert wurde.  Er hatte zuvor ein Reisestipendium zur weiteren Ausbildung in der Germanistik an ausländischen Universitäten erhalten, studierte ein Semester unter Michael Bernays in München (Winter 1877–1878), danach ein Semester in Berlin unter Wilhelm Scherer und Karl Müllenhoff (Sommer 1878) und brachte den Winter 1878–1879 wieder in Wien zu, um in den dortigen Bibliotheken die Ausgabe der Werke Georg Christoph Lichtenbergs für die Hempelsche Bibliothek vorzubereiten. Daneben verfasste er mehrere Abhandlungen zur Germanistik in verschiedenen Fachzeitschriften. Im Sommer 1879 reichte er an der philosophischen Fakultät der Innsbrucker Hochschule ein Habilitationsgesuch mit seiner Schrift Über Sprache und Metrik Hugos von Montfort ein. Aber erst 1882 erlangte er tatsächlich seine Habilitation mit seinem Buch Hugo von Montfort. Mit Abhandlungen zur Geschichte der deutschen Literatur, Sprache und Metrik im 14. und 15. Jahrhundert (als 3. Band der Sammlung Ältere tirolische Dichter, Innsbruck 1881), in der insbesondere die sprachlichen und metrischen Untersuchungen hervorzuheben sind. Wackernell arbeitete nun als Privatdozent und wollte nur die neuere Literaturgeschichte unterrichten, musste aber wie damals vorgeschrieben das Gesamtgebiet der deutschen Sprache und deutschen Literatur lehren.
1887 erfolgte Wackernells Ernennung zum titularen außerordentlichen Professor an der Universität Innsbruck. Im folgenden Jahr 1888 wurde die bisher einzige germanistische Lehrkanzel getrennt, woraufhin Wackernell zum ersten außerordentlichen Professor sowie 1890 zum ersten ordentlichen Professor für Neuere deutsche Literaturgeschichte an derselben Hochschule berufen wurde. Diese Professur behielt er bis zu seinem Tod 1920 und außerdem bekleidete er von 1896 bis 1897 und von 1910 bis 1911 die Funktion des Dekans der philosophischen Fakultät. Ab 1892 gehörte er dem Direktorium der Österreichischen Leo-Gesellschaft an. Seit 1898 war er Ehrenmitglied der katholischen Studentenverbindung AV Austria Innsbruck. 1905 war er Mitbegründer und bis 1908 Obmann des Tiroler Volksbunds. 
Freundschaftliche Beziehungen pflegte Wackernell mit vielen bedeutenden Germanisten, u. a. Otto Behaghel, Michael Bernays, Rudolf Hildebrand und Eduard Sievers. Jahrelang sammelte er Materialien zur Tiroler Literaturgeschichte und gab altdeutsche Passionsspiele aus dem Tiroler Raum heraus. Ferner widmete er sich dem Studium der Geschichte des Deutschen Volkslieds. Im Rahmen seiner Lehrtätigkeit behandelte er aber auch neuere deutsche und österreichische Dichter wie Johann Wolfgang von Goethe, Friedrich Schiller und Franz Grillparzer. Grundlegende Studien führte er zur neueren Tiroler Literatur durch. Eine eingehende Biographie legte er 1903 über den Tiroler Autor Beda Weber vor.
Am 19. Mai 1917 wurde Wackernell von Kaiser Karl I. zum Mitglied des österreichischen Herrenhauses ernannt und verblieb in dieser Position bis zum Ende der Monarchie im Jahr 1918. Er starb am 29. September 1920 im Alter von 69 Jahren in Innsbruck. 1891 war er die Ehe mit Sidonie, geb. Dragoni († 1911) eingegangen, mit der er mindestens eine Tochter sowie einen Sohn hatte, der 1917 im Ersten Weltkrieg fiel.

## Werke (Auswahl)
- Walther von der Vogelweide in Österreich, Innsbruck 1877
- Hugo von Montfort. Mit Abhandlungen der deutschen Literatur, Sprache und Metrik im 14. und 15. Jahrhundert, Innsbruck 1881
- Zur Schiller-Literatur, Halle 1882
- Die ältesten Passionsspiele in Tirol, in den Wiener Beiträgen, 1887
- Das deutsche Volkslied, Hamburg 1890
- Altdeutsche Passionsspiele aus Tirol. Mit Abhandlungen über ihre Entwicklung, Composition, Quellen, Aufführungen und literarhistorische Stellung (Quellen und Forschungen zur Geschichte, Litteratur und Sprache Österreichs und seiner Kronländer I), Graz 1897. Digitalisat bei Google:
- Beda Weber 1798–1858 und die tirolische Literatur 1800–1846, Innsbruck 1903 (= Band 9 der von Wackernell mit Josef Hirn seit 1895 herausgegebenen Quellen und Forschungen zur Geschichte, Literatur und Sprache Österreichs und seiner Kronländer)